# Gotthard Handrick
Gotthard Handrick, född 25 oktober 1908 i Zeitz, död 30 maj 1978 i Hamburg, var en tysk femkampare.
Handrick blev olympisk guldmedaljör i modern femkamp vid sommarspelen 1936 i Berlin.